# Wiesendorf (Adelsdorf)
Wiesendorf ist ein Gemeindeteil von Adelsdorf im mittelfränkischen Landkreis Erlangen-Höchstadt in Bayern. Die Gemarkung Wiesendorf hat eine Fläche von 1,840 km². Sie ist in 237 Flurstücke aufgeteilt, die eine durchschnittliche Flurstücksfläche von 7764,36 m² haben.

## Geographie
Durch das Dorf fließt der Reutgraben, der südlich des Ortes die Wiesendorfer Weiher speist und weiter nördlich bei Adelsdorf als rechter Zufluss in die Aisch mündet. Im Norden grenzt ein Neubaugebiet von Adelsdorf an. Ansonsten ist der Ort von Acker- und Grünland umgeben. Im Südosten wird die Flur Gries genannt, im Osten befindet sich der Geißberg (298 m ü. NHN). Eine Gemeindeverbindungsstraße verläuft nach Adelsdorf (0,3 km nördlich) bzw. nach Heppstädt zur Kreisstraße ERH 35 (1,3 km südlich).

## Geschichte
1096 wurde ein „Louitolf von Wisendorf“ urkundlich erwähnt. Dies war zugleich die erste urkundliche Erwähnung des Ortes. Grundherr war das Kloster Schlüsselau. Nach dessen Auflösung wurde es seit dem 16. Jahrhundert vom bambergischen Kastenamt Schlüsselau verwaltet.
Gegen Ende des 18. Jahrhunderts gab es in Wiesendorf 12 Anwesen. Das Hochgericht übte das bambergische Centamt Forchheim aus. Die Dorf- und Gemeindeherrschaft sowie die Grundherrschaft über alle Anwesen hatte das bambergische Kastenamt Schlüsselau. 1804 gab es weiterhin 12 Anwesen. Darunter soll ein nürnbergischer Untertan ein Besitzer gewesen sein.
Im Rahmen des Gemeindeedikts wurden 1808 der Steuerdistrikt und die Ruralgemeinde Wiesendorf gebildet. Mit dem Zweiten Gemeindeedikt (1818) wurde Wiesendorf der Ruralgemeinde Weppersdorf zugeteilt.
1969 wurde Wiesendorf in die Gemeinde Adelsdorf umgegliedert.

### Baudenkmäler
- Haus Nr. 3: Remise
- Haus Nr. 7: Scheune
- Haus Nr. 9: Kruzifix
- Haus Nr. 10a: Scheune
- Steinkreuz

### Einwohnerentwicklung
| Jahr      | 001819 | 001827 | 001861 | 001871 | 001885 | 001900 | 001925 | 001950 | 001961 | 001970 | 001987 | 002015 |
| Einwohner | 100    | 104    | 87     | 98     | 97     | 84     | 97     | 137    | 74     | 76     | 70     | 83     |
| Häuser    |        |        |        |        | 18     | 19     | 15     | 14     | 14     |        | 15     |        |
| Quelle    | [ 11 ] | [ 12 ] | [ 13 ] | [ 14 ] | [ 15 ] | [ 16 ] | [ 17 ] | [ 18 ] | [ 19 ] | [ 20 ] | [ 21 ] | [ 2 ]  |

## Religion
Der Ort ist römisch-katholisch geprägt und nach St. Stephanus (Adelsdorf) gepfarrt. Die Einwohner evangelisch-lutherischer Konfession sind nach St. Matthäus (Neuhaus, Adelsdorf) gepfarrt.